# Braya thorild-wulffii
Braya thorild-wulffii — вид трав'янистих рослин родини капустяні (Brassicaceae), поширений на півночі Північної Америки й на о. Врангеля.

## Опис
B. thorild-wulffii — багаторічна трава, щільно запушена або гола, висотою (3)5–9(14) см. Стрижневий корінь присутній. Каудекс присутній (простий або розгалужений). Стебла прості або кілька від основи, від лежачих до розпростертих, іноді висхідних, зазвичай нерозгалужені. Базальне листя: пластини з розширеним верхом, (0.5)1–3(4) см × 1–4 мм, поля цілі, вершини тупі, часто з пучком волосся. Стеблових листків 0 або 1.
Суцвіття головоподібні або китиці. Плодоніжки від піднятих до розгалужених, 1.5–4 мм. Квітів на суцвіття 3-6(9), малі. Квіти: чашечка волосата, чашолистків 4, фіолетові або зелені, 2–3.5 × 1–2 мм; пелюстків 4, від білих до пурпурних, з округлим широким верхом, 2–3.7 × 1–1.5 мм; тичинок 6; пиляки довгасті, жовті, 0.4–0.6 мм. Плоди від яйцеподібних до кулястих, сухі, зелені в зрілості або фіолетові (сірі від густого волосся), (0.4)0.5–0.8(1) см × (2.5)3–5 мм. Насіння дворядне, довгасте, коричневе або жовтувате, поверхні гладкі, (1.1)1.2–1.4(1.5) × (0.5)0.7–0.8(1) мм. 2n=28(4x).

## Поширення й екологія
Північна Америка: Ґренландія, пн. Канада; Азія: Острів Врангеля й, можливо, східна Чукотка.
Населяє сухий, часто вапняковий ґрунт, сухі, часто вапняні, гравійні, піщані та глинисті пустки, часто на схилах півдня; 0–200 м.